# Isfahani-Stil

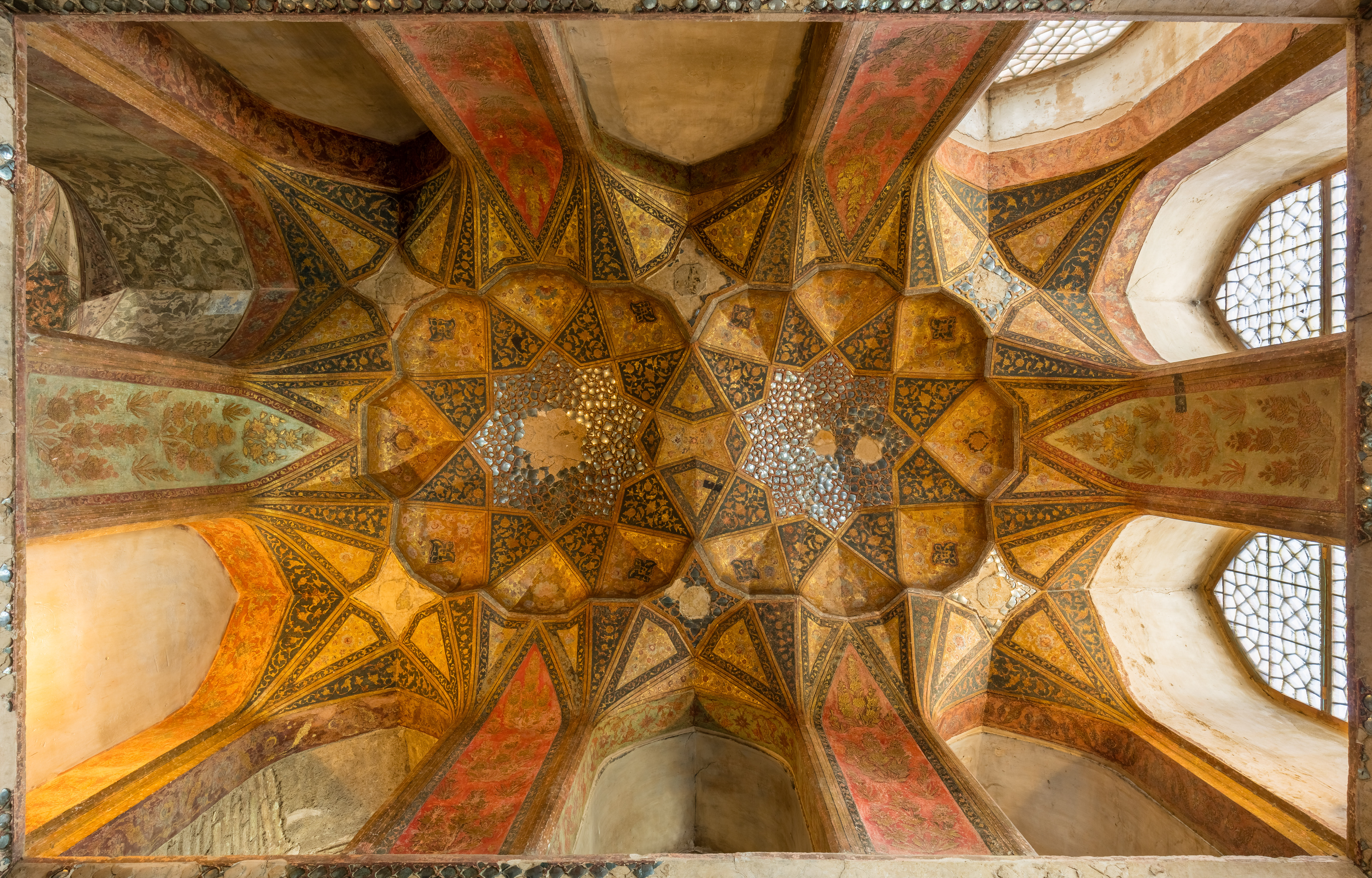
Der Hascht-Behescht-Palast, eine Ansicht auf die Decke einer der Hallen

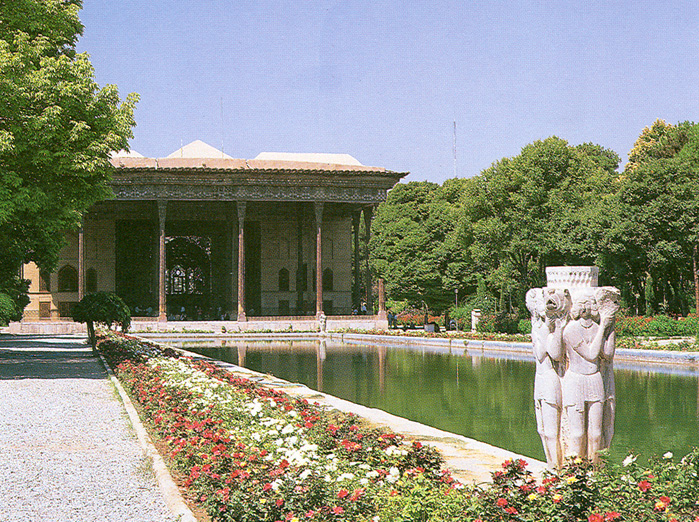
Tschehel-Sotun-Palast

Der Isfahani-Stil (persisch سبک اصفهانی, DMG sabk-e eṣfahānī, ‚der Isfahaner Stil‘, IPA: sæbk ɛ ɛsfɑhɑni) ist der letzte traditionelle iranische Architekturstil. Er prägte zwei Zeitabschnitte: Zunächst wird er zeitlich mit der Safawiden-Ära in Verbindung gebracht, wo er seine größte Verbreitung und Bedeutung erzielte. Der Stil wurde ab Anfang der Afschariden-Zeit bis zum Ende der Ära Mohammed Schahs nochmals aufgegriffen. Zur Qadscharen-Zeit verlor er wegen europäischer Architektureinflüsse im Iran an Bedeutung.
In der Safawiden-Ära erstreckte sich der Isfahani-Stil bis nach Indien und wurde dort als Mogul-Architektur bekannt.

## Beispiele
- Basar von Isfahan
- Chan-Schule
- Gandschali-Chan-Gebäudekomplex
- Königsmoschee
- Scheich-Lotfollāh-Moschee
- Hohe Pforte (Ali Qapu)
- Sieben Türme von Charun
- Tschehel Sotun